# Grodna (strumień)
Grodna – strumień, dopływ rzeki Unieści, płynący na Pobrzeżu Koszalińskim, w woj. zachodniopomorskim, na obszarze miasta Koszalina i gminy Sianów. 
Grodna ma źródła w środkowej części Góry Chełmskiej, na południe od ul. Słupskiej. Biegnie w kierunku północno-wschodnim, przechodząc pod drogą ul. Słupskiej płynie w niewielkiej odległości od niej po północnej stronie. Następnie płynąc na północ przy zachodniej części wsi Kłos, przechodzi pod drogą krajową nr 6 i uchodzi do rzeki Unieści.
Na niemieckiej mapie urzędowej z 1936 roku strumień oznaczono pod nazwą Wall Bach.